# Longview Aviation Capital
Longview Aviation Capital Corp. (LAC) mit Sitz in Sidney, British Columbia, verwaltet ein Portfolio langfristiger Investitionen in der kanadischen Luft- und Raumfahrtindustrie.

## Geschichte
Longview Aviation Capital wurde 2016 gegründet und ist mehrheitlich in Besitz von Sherry Brydson, Kanadas reichster Frau, Enkelin des verstorbenen Zeitungsmagnaten Roy Thomson und Cousine von David Thomson. Die Anteile von Sherry Brydson werden über Westerkirk Capital mit Sitz in Victoria gehalten.

## Unternehmensgruppe
- Viking Air Limited (Viking)
- Pacific Sky Aviation Inc.
- Longview Aviation Asset Management Corp. (LAAM)
- Longview Aviation Services (LAS)
- De Havilland Aircraft of Canada Limited[4]